# Chiesa di Mamma Nostra
La chiesa di Mamma Nostra è una chiesa del XVII secolo e si trova a Bivongi. La sua costruzione cominciò nel 1610 sulle fondamenta di una chiesa precedente demolita. La chiesa fu parzialmente distrutta durante il terremoto del 1783.
Conosciuta fino al 1995 come chiesa di San Giovanni Decollato, dopo il restauro venne da quel momento dedicata alla Madonna con la denominazione di santuario di Maria SS. Mamma Nostra.

## Descrizione
La chiesa ha una pianta a croce latina.
La facciata è di stile barocco.

## Statue e tele

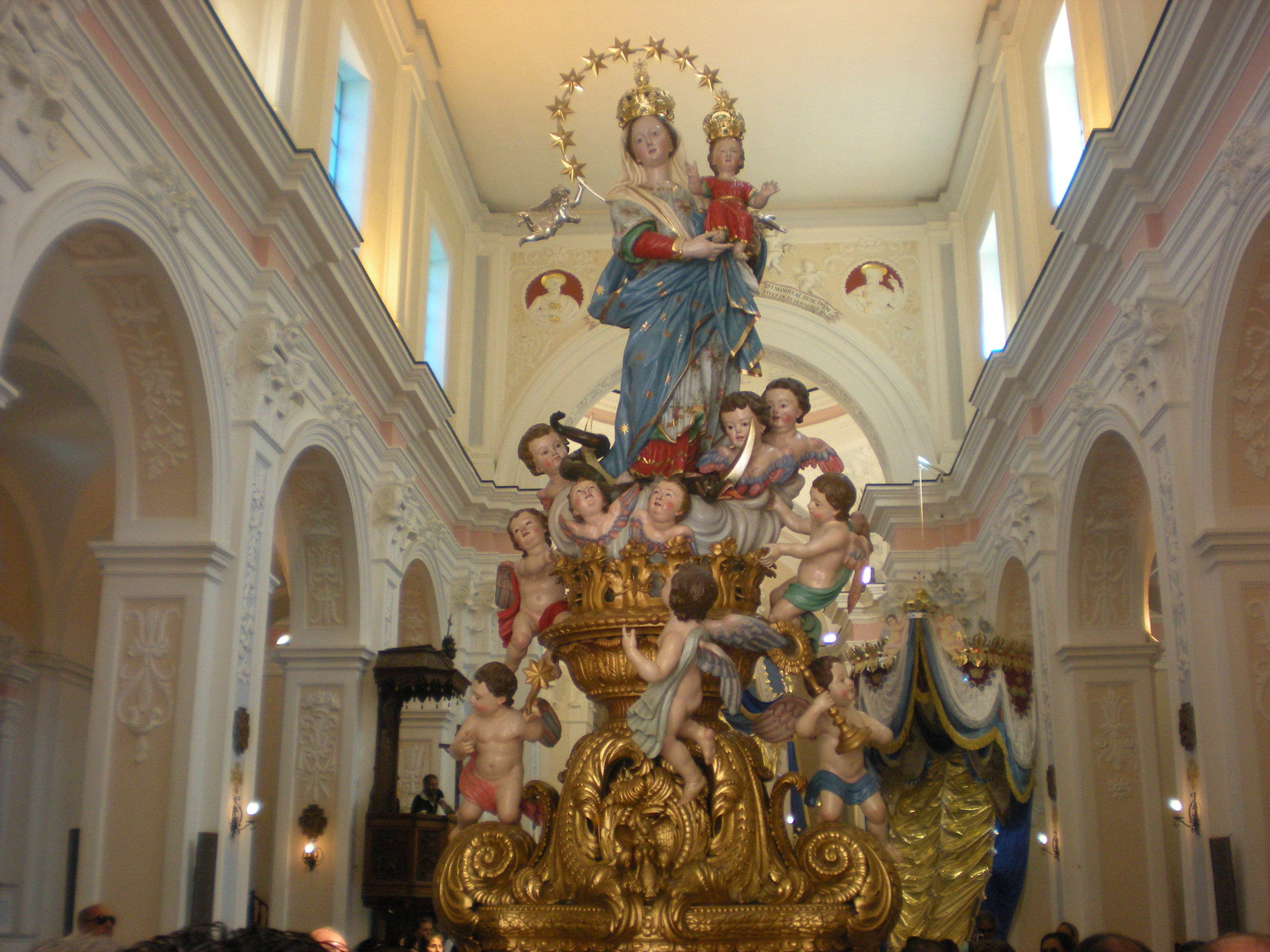
Statua della Mamma Nostra

Di notevole interesse la statua in legno della Madonna Immacolata, opera dello scultore G.Picano (1782), formatosi nella  scuola del famoso scultore napoletano Sanmartino autore a Napoli della celeberrima scultura del Cristo velato, conservata nella cappella San Severo.